# Hayakawa
Hayakawa (早川町?) è una cittadina giapponese della prefettura di Yamanashi. 

## Storia
La cittadina è stata creata dalla fusione delle cittadine Ichikawadaimon Mitama Rokugō.

## Monumenti e luoghi di interesse
A Hayakawa si trova il Nishiyama Onsen Keiunkan, considerato il più antico albergo del mondo.